# War Selection
War Selection (рус. Военный выбор, выбор войны) — это многопользовательская, динамическая и псевдоисторическая компьютерная игра, разработанная российской компанией Glyph Worlds. Выпуск игры на операционных системах Windows состоялся 8 октября 2018 года, как ранний доступ.

## Игровой процесс
Режимы игры в War Selection делятся на два типа: многопользовательский и одиночный.
Многопользовательский включает в себя: Каждый сам за себя (FFA), Командный матч (с 1000 очков технологий), Рейтинговый бой (1х1) и Рейтинговый бой (2х2). 
Одиночный предоставляет: Песочница, Выживание, Орда.
Кроме того, в игре присутствует командный матч и приватный матч, доступные через код в игровой комнате команды. Приватный матч имеет ограничение в 30 человек и 16 команд. В командном матче игроки сражаются команда на команду или против двух команд. В скором времени, будет добавлены сюжетная компания и "схватка" . 
Победа в игре дает игроку очки технологий, которые являются внутриигровой валютой. За 10000 очков технологий можно приобрести 11 стран (Великобритания, Индия, Турция, Германия, Российская Империя/СССР, Франция, Китай, Япония, Польша, Австро-Венгрия и Персия/Иран), каждая с уникальными воинами и постройками. В игре также есть 1 сундук удачи, который можно приобрести 10000 очков технологий, из которого может выпасть страна или предмет декорации для поселения.
Игрок начинает игру в каменном веке со своим поселением, ограниченными ресурсами и несколькими зданиями и 10 юнитами. Рабочие собирают ресурсы, которые можно использовать для строительства зданий. Чтобы перейти в следующую эпоху, требуется достаточное количество зданий, рабочих и ресурсов. После перехода в новую эпоху игрок получает доступ к новым зданиям, технологиям и улучшениям. Также, игрок может добывать ресурсы из залежей меди или железа. Цель игрока - победить всех или построить чудо света и после определенного времени победить.

## Системные требования
| Разрядная версия                              | Операционная система | Процессор   | Оперативная память | Видеокарта | Место на диске |
| --------------------------------------------- | -------------------- | ----------- | ------------------ | ---------- | -------------- |
| 64-разрядный процессор и операционная система | Windows 10           | 3.0 Ghz CPU | 4 GB ОЗУ           | 4 GB       | 4,4 GB         |

| Разрядная версия                              | Операционная система | Процессор   | Оперативная память | Видеокарта | Место на диске |
| --------------------------------------------- | -------------------- | ----------- | ------------------ | ---------- | -------------- |
| 64-разрядный процессор и операционная система | Windows 7            | 2.5 Ghz CPU | 2 GB ОЗУ           | 2 GB       | 4,4 GB         |

## Разработка
Несмотря на выход игры 8 октября 2019 года, она находится в раннем доступе и разработка игры продолжается. Со слов разработчиков из компании Glyph Worlds игра выйдет как только в ней доработают сюжетную компанию
«В полной версии появятся сюжетная кампания, новые игровые режимы, компьютерные оппоненты, новые эпохи (Вторая промышленная Революция, Современность), развитие в конкретные страны, новые юниты, здания. Будет расширен боевой и мирный флот. Продолжит свое развитие ветка боевых слонов.»
Но несмотря на это, на данный момент в игре уже присутствует вторая промышленная революция, а также тяжелые танки, дивизионная артиллерия, современные истребили и бомбардировщики и новые исследования. 

### 20 апреля 2023
Из основных изменений 19 апреля, то предел населения был увеличен на 10 для всех этапов развития, также изменено замедление всадников всеми видами пехотинцев-копейщиков: уменьшена скорость движения замедленных с 50 % до 45 %, длительность замедления увеличена с 5 до 8 сек, а также были добавлены японский язык и медики.

### 20 июня 2023
В обновлении, которое вышло 20 июня был добавлен Тайский язык добавлен, а также на побережье присутствует прибой, а дно искажается волнами. Снаряды больше не видны в тумане войны, а здания и юниты побежденных игроков постепенно разрушатся. В свою очередь, в море постоянно появляются новые месторождения крупной рыбы. В то же время просмотр повтора показывает загруженность кораблей и башен противников, а также общую длительность матча, а в самом интерфейсе матча показана эффективность добывающих рабочих и лодок.

### 28 июля 2023
В связи с многочисленными жалобами на качество связи Азиатский сервер был закрыт. Однако разработчики надеются снова запустить Азиатский сервер.

### 28 августа 2023
В игру было добавлено: новая страна и несколько балансных правок/прочих изменений.
Новая страна Персия и Иран во Второй Промышленной Революции. Переход в Персию происходит из позднего средневековья Западной Азии. Страна окутанная романтическим ореолом богатой культуры, тем не менее, представляет собой серьезного противника. Уникальными юнитами и зданиями новой страны стали: Аташ, Глаз Симурга, Сады моря, Страж Песков и Гром Песков, Дэв-разрушитель, Трехбашенный пулеметный бронетранспортёр Гатра и бессмертные в нем.
Балансные правки:
Общие:
- Изменены цены улучшений многих юнитов и некоторых зданий.
- Количество металла в месторождениях увеличено на 20%

Животные:
- Корова: количество мяса увеличено с 400 до 800, теперь изредка случайно передвигается.
- Мамонт: количество мяса увеличено с 1200 до 1600, время жизни уменьшено с 15 до 12 минут.

Каменный век:
- Оплот: здоровье уменьшено со 100 до 90

Западная Европа:
- Пушка: радиус поражения снаряда уменьшен на 20%
- Латник: урон по строениям увеличен с 14 до 15

Восточная Европа:
- Пушка: радиус поражения снаряда уменьшен на 20%
- Дружинник: урон по строениям уменьшен с 16 до 15

Западная Азия:
- Пушка: радиус поражения снаряда уменьшен на 17%

Восточная Азия:
- Ручная пушка: радиус поражения снаряда уменьшен на 20%

Абстрактная страна:
- Пулеметчик: цена уменьшена с 250/400/100 до 200/350/80
- Дивизионная пушка: максимальная дистанция атаки увеличена с 400 до 420
- Боевой воздушный шар: здоровье уменьшено с 300 до 250

Китай:
- Солдат: при отдаче приказа "суицид" группе, задачу принимает теперь только один, ближайший к цели, солдат.
- Рисовая ферма: больше не принимает рыбу.

Прочие изменения:
- Доступна перемотка повторов: при просмотре повторов проигрываемый момент можно установить на ранее воспроизведенный момент повтора.
- Рабочие, добывающие древесину, теперь изменяют добываемое дерево на первое обнаруженное в данном направлении. Данное поведение работает только на небольших расстояниях.
- Фракции теперь запоминают ранее открытый туман войны. Теперь ранее открытый туман войны восстанавливается при входе в сохраненную игру, переключении к сетевому матчу или смене фракции при просмотре повтора.
- Новые юниты, двигающиеся из здания к точке сбора, теперь автоматически атакуют врагов.
- Добавлен персидский язык.
- "Замбурак" страны Турция сменил название на "Топчу"

### 27 октября 2023
Новый игровой режим Орда и пробуждение Злой земли - новый сигнал.
В игре появился новый игровой режим, а также уникальное микро-событие Злая земля. Орда не связана со вселенной War Selection и имеет свою историю. Новый режим доступен как для одиночной игры с ботами, так и в приватной игре с друзьями. В новом режиме, игрок берет под свой командование могущественную орду. Цель проста: одержать победу и выжить среди бушующего хаоса! Орда начинает свой путь с простых мечников. Но с захватом добычи, эти бойцы, в конце концов пройдя свой путь, достигают вершины своей мощи, становятся легендарными воинами. Для этого можно уничтожать как мирные деревни так и юнитов своих врагов. К бескомпромиссной схватке противников подталкивает постоянно уменьшающееся игровое пространство, делая каждую игру неповторимо завораживающей!

## Рецензии и отзывы
Несмотря на большинство положительных отзывов в Steam (более 81 %), журнал Thegamer 30 октября 2019 года решил провести оценку игры, где обратил внимание, что хоть и оценки игры в steam довольно положительные в игре присутствует платная подписка, дающая преимущества игрокам, от особенных юнитов, до зданий, а также присутствуют ошибки и сбои в игре. Также редактор отметил что при покупке подписки, контент дающийся в нем (Страны и декорации) не выдается сразу. Что-бы получить содержание подписки нужно быть подписаны как минимум месяц, чтобы попробовать вещи, присутствующие в подписке, и после этого каждый месяц будет открываться еще больше.  
Оригинальный текст (англ.)Steam user reviews are currently very positive. Many players are happy with the foundation laid down by the Early Access build. In particular, they enjoy the varied unit types and unpredictability of the maps. On the other hand, many also call out bugs and game crashes. Also, balance seems to be an issue at this stage. It's way too easy for one powerful unit to waltz in and destroy an entire settlement. Now that Glyph Worlds has the content, it would be nice to see some refinement.
The thing that makes the least sense, however, is War Selection's monthly subscription model. The game currently operates on a free-to-play model, with several modes locked behind a monthly subscription. The thing is, buying the subscription doesn't get you the content right away. You have to be subscribed for at least a month to get the first taste of the good stuff, and more continues to be unlocked every month after that. It's like Glyph Worlds is afraid players will lose interest in the first few weeks, and makes them commit to several months to ensure they see everything the game has to offer.
Но также редактор отметил что War Selection отличает ее вариативность. На данный момент, в игре отсутствуют какие-либо подписки.
Оригинальный текст (англ.)One thing that sets War Selection apart is its variation. There's more meaning in the choice of civilization. Players will unlock vastly different technologies, units, and buildings depending on which civilization they choose. This adds some solid replayability, and also jacks the unit total to over 200.
16 сентября 2021 на российском интернет ресурсе DTF появился обзор игры, с заголовком "Развивайся или ливни".
Но в свою очередь сайт MMO13 оценил игру на 7.5, хотя в статьях об игре нету рецензии.
Стоит отметить что на сайте metacritic, оценки и отзывов у War Selection нет.